# Standard-type battleship
Unter  Standard-type battleship versteht man eine Konzeption im US-amerikanischen Schlachtschiffbau. Dabei wurden Schlachtschiffe so konzipiert, dass sie hinsichtlich ihrer Eigenschaften Panzerschutz, Bewaffnung, Geschwindigkeit und Wenderadius so gleichförmig sind, dass die Schiffe verschiedener Klassen ohne die Entwicklung spezieller, ihrer verschiedenen Eigenschaften berücksichtigender, Taktiken in einer Formation eingesetzt werden können.
Nötig wurde dies dadurch, dass für die US-amerikanische Marine selten große Klassen aus mehr als zwei Schlachtschiffen gebaut wurden und somit in der Schlacht in einem Geschwader Schiffe mehrerer Klassen eingesetzt werden mussten.
Es existierten zwei Bauphasen von Schlachtschiffen, die nach dem Standard-type-Battleship-Konzept konstruiert wurden.
Nachfolgend wird als Jahreszahl des Schiffes das Jahr der Kiellegung genutzt.

## 1. Bauphase
Die 1. Bauphase umfasste die zwischen 1913 und 1921 auf Kiel gelegten Pennsylvania-, New-Mexico-, Tennessee- und Maryland-Klasse sowie die letztlich nicht fertiggestellte South-Dakota-Klasse, die das Übliche des Konzepts hinsichtlich Größe jedoch verließ.
Ihnen ist gemeinsam, dass sie eine Konstruktionsverdrängung von 31.400 ts bis 43.200 ts hatten. Ihre Geschwindigkeit lag zwischen 21 und 23 kn. Die größten Panzerstärken des Seitenpanzers betrugen 356 mm bis 406 mm und die Horizontalpanzerungen bestanden aus mindestens zwei 76 mm starken Decks; bei einigen Schiffen jedoch nur eine 89 mm starken oberen und einem schwächeren unteren Panzerdeck. Der Panzerschutz der Geschütztürme betrug bei allen Schiffen maximal 457 mm. Bewaffnet waren sie mit zwölf 356-mm-Geschützen, acht 406-mm-Geschützen oder zwölf 406-mm-Geschützen.
Insgesamt wurden in der Bauphase 17 Schlachtschiffe geplant und elf fertiggestellt. Die Schiffe der South-Dakota-Klasse wurden aufgrund des Washingtoner Flottenabkommens nicht fertiggestellt.

## 2. Bauphase
In der 2. Bauphase von 1937 bis 1940 (Fertigstellung teils später) wurden die North-Carolina-, South-Dakota- und Iowa-Klasse gebaut und die Montana-Klasse geplant.
Ihre Konstruktionsverdrängung betrug 42.000 ts bis 65.000 ts. Die Geschwindigkeit lag bei drei Klassen bei 28 kn, lediglich die Iowa-Klasse bildete mit 33 kn eine Ausnahme, womit diese auch in der Lage war, Flugzeugträger in allen Situationen zu begleiten. Ihr Panzerschutz war durch den zwischenzeitlich bei der South-Dakota-Klasse genutzten innenliegenden Seitenpanzer und den zweigeteilten Seitenpanzer der Montana-Klasse weniger homogen, aber immer sehr stark. Auch die hohe Geschwindigkeit der Iowa-Klasse ging nicht zu Lasten einer starken Panzerung. Die Bewaffnung bestand stets aus neun, bei der Montana-Klasse aus zwölf 406-mm-Geschützen.
Von den Schlachtschiffen der zweiten Bauphase wurden 17 Schiffe geplant und zehn fertiggestellt. Die restlichen Schiffe wurden nicht fertiggestellt, da sich der Seekrieg auf den Einsatz von Flugzeugträgern und U-Booten verschoben hatte und ein großer Bedarf an Flugzeugträgern bestand.